# My Emancipation
«My emancipation» — двадцятий сингл російсько-українського гурту «ВІА Гра».
Пісня вперше була представлена 29 серпня в ранковому шоу «Бригада У» на радіо «Європа плюс». Перший публічний виступ з піснею відбулося 31 серпня на гала-концерті «5 зірок» у Сочі. Прем'єра відеокліпу відбулася 18 вересня на каналі Муз-ТВ.

## Відеокліп
Двадцятий кліп гурту «ВІА Гра». Зйомки кліпу проходили в Києві.
За сюжетом кліпу солістки групи постали дружинами олігархів, яким набридло те, що їхні чоловіки не приділяють їм належної уваги. Щоб привернути до себе увагу подружжя, дівчата вирішують пограбувати банк .
Режисер Алан Бадоєв.

## Нагороди
- Пісня року 2008

## Офіційні версії пісні
- My Emancipation (Альбомна версія)
- My Emancipation (DJ Kirill Clash Remix) [3]

## Учасники запису
- Альбіна Джанабаєва
- Меседа Багаудінова
- Тетяна Котова